# Герб Гавіана
Ге́рб Гавіа́на — офіційний символ містечка Гавіан, Португалія. Використовується як територіальний герб. У чорному щиті срібний мальтійський хрест, в центрі якого летить яструб (порт. gavião, гавіан) натурального кольору. На хрест накладений зелений вінок із оливкової і дубової гілок з плодами, перев'язаний червоною стрічкою. На перев'язі пурпурове виноградне гроно із зеленим листям. Щит увінчує срібна мурована містечкова корона з чотирма вежами.  Під щитом біла стрічка, на якій великими літерами напис португальською: «vila de Gavião» (містечко Гавіан).  Офіційно затверджений 4 квітня 1936 року.  

## Галерея

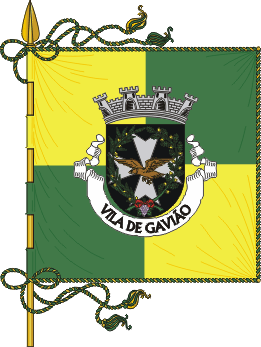
Прапор